# 野澤武史
野澤 武史（のざわ たけし、1979年4月24日 - ）は、日本の元ラグビー選手。山川出版社の代表取締役社長を務めるかたわら、日本ラグビーフットボール協会でコーチ職に就き、一般社団法人スポーツを止めるな代表理事を務める。

## プロフィール
- 東京都新宿区出身
- 日本女子大学附属豊明幼稚園[1]→慶應義塾幼稚舎→慶應義塾普通部→慶應義塾高等学校→慶應義塾大学法学部政治学科[2][3]
- ポジションはフランカー(FL)
- 身長：170cm、体重：100kg
- 血液型はO型
- ニックネームはゴリ
- 日本代表キャップは4
- U19日本代表やU23日本代表に選出されたことがある
- 祖父は山川出版社創業者の野澤繁二（慶應義塾大学経済学部卒）
- 父は山川出版社前社長の野澤伸平（立教大学法学部卒）

## 略歴
1998年、慶應義塾高校卒業後、慶應義塾大学に入学する。なお慶應義塾高校時代、高校日本代表候補に選ばれたことがある。
2001年、慶應義塾體育會蹴球部の主将に就任。
2002年、慶應義塾大学卒業後、神戸製鋼コベルコスティーラーズに加入。
2007年、神戸製鋼コベルコスティーラーズの副将に就任。
2009年、現役を引退し、慶應義塾高校ラグビー部のFWコーチに就任。2シーズン務めた。
2011年、慶應義塾體育會蹴球部のヘッドコーチに就任。2シーズン務めた。
2018年から、家業である山川出版社の代表取締役社長に就任。
2019年から、日本ラグビーフットボール協会でリソースコーチに就任。高校1・2年生を中心とした人材発掘プロジェクト「Bigman & Fastman  Camp」でのコーチやマネジメントにたずさわる。
2020年から、一般社団法人 スポーツを止めるな 代表理事に就任。
2021年と2022年に開催した 中学生対象全国ジュニア・ラグビーフットボール大会では、「日本ラグビーフットボール協会ユース戦略グループTIDマネージャー」として、優秀選手の選抜表彰や大会総括などを務めた。

## 書籍
- 7人制ラグビー観戦術―セブンズの面白さ徹底研究（2016年6月23日発売、ベースボール・マガジン社）